# Lee Hee-ho
Lee Hee-ho (en hangeul 이희호), née le 21 septembre 1922 en Corée sous occupation japonaise et morte le 10 juin 2019, est une femme politique sud-coréenne, ainsi que la première dame de Corée du Sud de 1998 à 2003, en tant que femme du président Kim Dae-jung.
Elle est principalement connue pour ses positions féministes, et est régulièrement considérée comme l'une des premières activistes sud-coréennes à lutter pour l'égalité des sexes. Durant et après la présidence de son mari, elle est également fortement impliquée dans les relations intercoréennes, étant présidente de la fondation Kim Dae-jung, de 2009 à sa mort.

## Biographie

### Jeunesse et éducation
Lee Hee-ho naît le 21 septembre 1922 en Corée sous occupation japonaise, dans ce qui correspond au Séoul actuel. Ses parents sont tous les deux issus du milieu médical : son père, Lee Yong-ki est le quatrième homme coréen à recevoir un diplôme de médecine, après ses études à l'université médicale de Severance, et sa mère, Lee Soon-yi, une fervente méthodiste issue d'une famille de docteurs orientaux,.
La frustration de sa mère de ne pas avoir eu accès à une éducation marque profondément Lee Hee-ho, qui souhaite à son tour avoir accès à la plus haute éducation possible. Elle apprend de sa mère la couture, un domaine dans lequel elle excellait.
Pendant la guerre de Corée, Lee Hee-ho déménage à Pusan, où elle forme avec plusieurs de ses camarades l'organisation des jeunes femmes coréennes. Elle travaille également pour l'association des jeunes chrétiennes de Corée, et fonde en 1952 avec sa collègue activiste Lee Tai-young (en) l'Association d'organisation des femmes coréennes,.
Elle est diplômée du lycée pour jeunes filles Ewha (en). Elle s'inscrit ensuite à l'université pour femmes Ewha. Étant dans l'incapacité de finir ses études du fait des règles du régime japonais, elle retourne étudier à l'université nationale de Séoul en 1946, avant de partir effectuer un master en sociologie aux États-Unis à l'université de Lambuth (en) en 1954, grâce à une bourse de l'église méthodiste coréenne.
À son retour des États-Unis en 1958, elle obtient un poste de confériencière à l'université pour femmes Ewha, et prend également la direction de l'Association d'organisation des femmes coréennes.
Elle rencontre son futur mari Kim Dae-jung pour la première fois en 1951, à Pusan, alors dirigeant d'une compagnie maritime et marié à une autre femme, lors d'une action d'aide à des réfugiés. Après le suicide de sa première femme, et ses actions politiques pour le parti démocrate coréen, il repense à Lee Hee-ho, et refait sa connaissance.
La famille de Lee Hee-ho s'oppose à son mariage, Kim Dae-jung étant alors appauvri, avec deux enfants malades issus d'un premier mariage à charge et une très petite maison. Elle insiste néanmoins, arguant qu'il était une personne si ambitieuse et cultivée, qu'avec son soutien, il ferait des grandes choses.
Elle reste aux côtés de son mari lors de son activisme politique, qui implique sa condamnation à mort, son exil aux États-Unis et leur assignation à résidence dans les années 1980, en réponse de leur activisme contre la dictature militaire mise en place en Corée du Sud. Elle écrit une lettre au président Jimmy Carter pour le sensibiliser à la situation de son mari, et des militants pour la liberté en Corée.

### Première Dame de Corée du Sud

#### Politique nationale

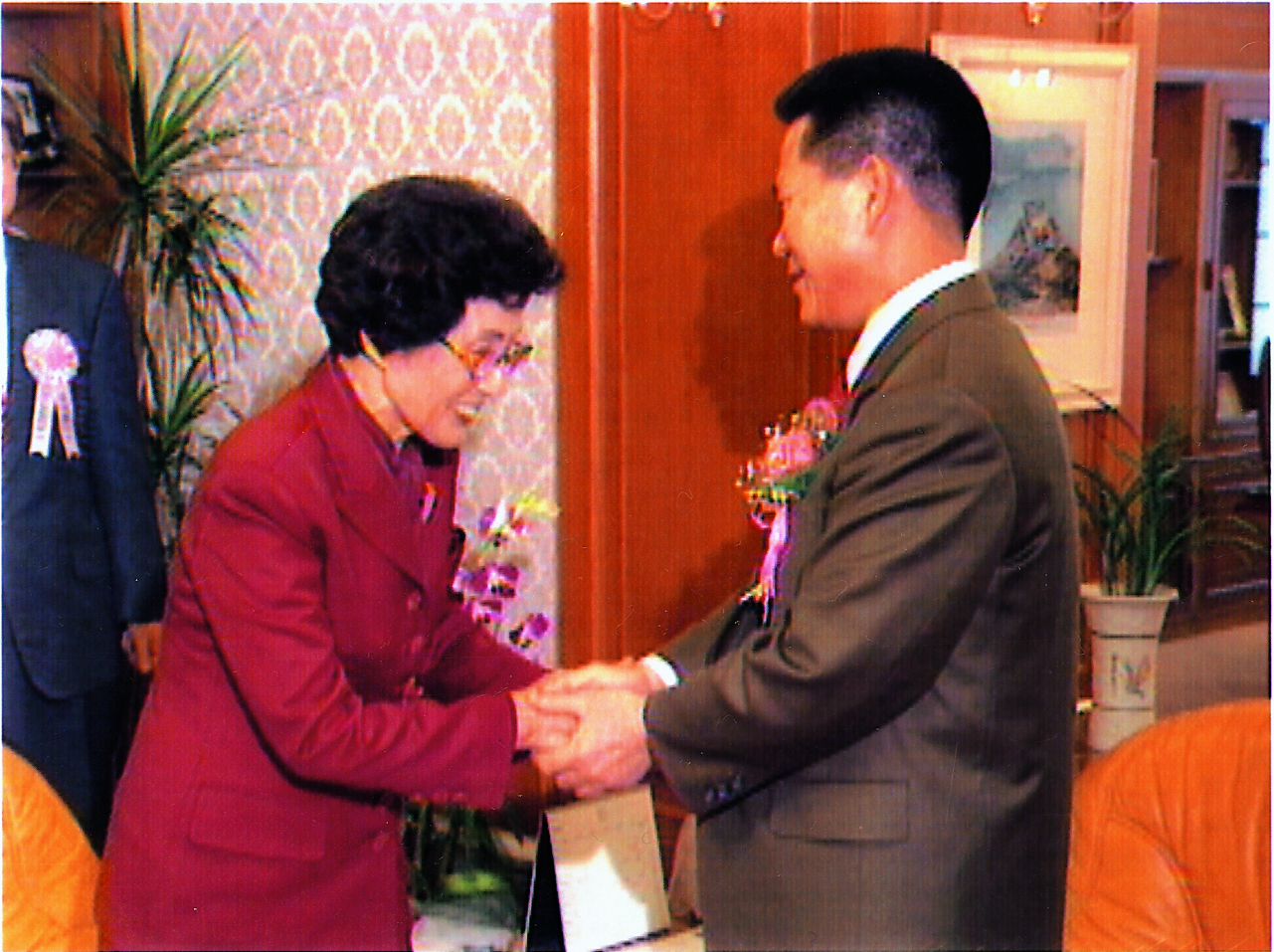
Lee Hee-ho rencontre un pasteur, en mars 1998.

Lors de sa période en tant que première dame de Corée du Sud, Lee Hee-ho s'engage pour l'égalité homme-femme, un engagement qu'elle menait déjà auparavant. Elle s'efforce ainsi à créer plus de postes pour les femmes, que ce soit dans le secteur public ou améliorer la visibilité des femmes en politique. Elle participe notamment à la création d'un ministère de l'égalité Homme-Femme en Corée du Sud, ainsi qu'à la nomination de Chang Sang, la première femme à obtenir le titre de Premier Ministre en Corée du Sud.
Elle est la première femme de président sud coréen à être nommée présidente d'honneur de l'International Vaccine Institute situé à Séoul,.   

#### Politique internationale
Lee Hee-ho est très impliquée dans les relations entre la Corée du Nord et la Corée du Sud. Dans le cadre de la politique du rayon de soleil, orchestrée par son mari Kim Dae-jung, qui consiste à un apaisement progressif des relations intercoréennes, elle se rend en 2000 à Pyongyang avec son mari, pour le premier sommet inter-coréen depuis la guerre de Corée.

### Après la présidence et postérité
Après le décès de son mari, elle prend la direction du centre pour la paix Kim Dae-jung, une fondation œuvrant pour l'amélioration des relations intercoréennes, mais également contre la pauvreté et pour l'aide humanitaire. Deuxième présidente de cette fondation après son défunt mari, elle est nommée à ce poste de 2009 à sa mort, en 2019. En tant que veuve d'un ancien président, elle reçoit une pension de l'état sud-coréen, ainsi qu'un service de sécurité.
Après la présidence de son mari, elle reste très impliquée dans l'amélioration des relations intercoréennes, notamment en 2011, pour les funérailles de Kim Jong-il, le gouvernement de Lee Myung-bak ayant refusé d'envoyer une délégation officielle. Elle justifie sa présence en affirmant que c'est un pas vers l'amélioration progressive des relations entre les deux états. Elle devient ainsi la première sud-coréenne à rencontrer Kim Jong-un, fils du dirigeant décédé et nouveau leader du pays. Sur l'invitation personnelle de ce dernier, Lee Hee-ho revient à Pyongyang en 2015, avec plusieurs membres de la fondation Kim Dae-jung. Elle visite plusieurs hôpitaux pour enfants, et donne ainsi plusieurs médicaments rapportés du sud, ainsi que plusieurs vêtements. Au retour de son voyage, elle déclare alors « ne pas vouloir transmettre cette haine intercoréenne aux jeunes générations ».
La plupart des observateurs politiques s'accordent à dire que Lee Hee-ho a eu une influence décisive sur l'ascension au pouvoir de Kim Dae-jung, par ses efforts tenaces, ses capacités politiques et ses sacrifices. Contrairement à plusieurs premières dames sud-coréennes la précédant ou la suivant, elle n'est pas considérée comme une femme discrète et sans influence, étant au contraire très impliquée dans la politique nationale et internationale de son pays.
Elle décède le 10 juin 2019, à Séoul. Bien que combattant un cancer du foie, ce n'est pas la cause de sa mort : le communiqué officiel du centre Kim Dae-jung annonçant un décès lié à son grand âge.
Première dame préférée du peuple coréen, elle est principalement retenue par les observateurs pour avoir changé le rôle de la première dame en Corée du Sud, par son activisme et ses engagements,.

## Vie personnelle
Lee Hee-ho est issue d'une famille nombreuses, avec trois grands frères, une petite soeur et trois petits frères. Tout comme sa mère, elle est une fervente méthodiste. Elle épouse Kim Dae-jung en 1962, avec qui elle a deux enfants adoptifs, issus d'un premier mariage de son mari : Kim Hong-il, décédé peu de temps avant sa mère en 2019, Kim Hong-eop, et un fils : Kim Hong-geol.

## Engagements

### Pour le droit des femmes
Lee Hee-ho s'est engagée toute sa vie pour l'amélioration des droits des femmes en Corée du Sud, et déclare elle même vouloir être retenue en tant qu'activiste pour le droit des femmes,. Elle est considérée comme appartenant à la première génération de féministes de Corée du Sud, se battant pour le droit des femmes dans une société fortement imprégnée des valeurs discriminatoires du confucianisme. Elle poursuit cet engagement lors de sa période en tant que première Dame, et continue toute sa vie à lutter pour l'amélioration des droits des femmes et de leur visibilité dans l'espace public, notamment en inspirant plusieurs lois contre les violences conjugales ou contre les discriminations selon le genre de l'individu.
L'un de ses premiers engagements politiques est la lutte contre la pratique des concubines dans les années 1950, qui forçaient des femmes coréennes à abandonner leurs enfants si leur mari décidait de partir vivre avec leur maîtresse.

### Pour l'amélioration des relations intercoréennes

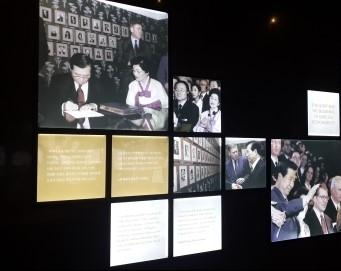
Photos de Lee Hee-ho et son mari Kim Dae-jung au centre de paix éponyme.

Lee Hee-ho est également fortement impliquée dans l'amélioration des relations intercoréennes. Tout comme son mari, célèbre pour sa politique du rayon de soleil, elle œuvre pour une paix durable entre les deux Corées. Elle est la deuxième présidente du centre pour la paix Kim Dae-jung, de 2009 à sa mort, et effectue plusieurs missions humanitaires en Corée du Nord. Lors de ces missions humanitaires, elle espère restaurer le dialogue, et instaurer une coopération entre la Corée du Nord et la Corée du Sud. Elle indique dans son testament prier pour une réunification pacifique du peuple coréen,.
Elle envoie tous les ans une couronne de fleurs à Pyongyang, pour célébrer la mémoire de Kim Jong-il. Le régime nord coréen tient d'ailleurs en haute estime les efforts effectués par Lee Hee-ho, Kim Jong-un l'ayant personnellement rencontré et invité en Corée du Nord en 2015, et Kim Yo-jong, sœur de ce dernier, ayant personnellement apporté une gerbe de fleurs pour les funérailles de Lee Hee-ho, afin de lui rendre hommage.